# Martin Gotthelf Löscher
Martin Gotthelf Löscher (* um 1683 in Zwickau; † 3. November 1735 in Wittenberg) war ein deutscher Physiker und Mediziner.

## Leben
Der Sohn des Caspar Löscher und dessen Frau Eleophene Salome Löscher, geborene Sittig, kam 1687 nach Wittenberg. Dort trug man ihn als Minderjährigen am 16. August 1690 in die Matrikel der Universität Wittenberg ein. Nachdem er den Schulbetrieb in Wittenberg durchlaufen hatte, begann er ein medizinisches Studium an der Wittenberger Hochschule. Dazu frequentierte er unter anderem die Vorlesungen von Christian Röhrensee, Johannes Andreas Planer († 1714), Michael Strauch und Johann Balthasar Wernher an der philosophischen Fakultät. Zudem lehrten in jener Zeit an der medizinischen Fakultät Johann Gottfried von Berger, Christian Vater, Paul Gottfried Sperling und Adam Brendel. Diese Männer dürften ihm bei weitem ein Gefühl dafür vermittelt haben, welche Streitigkeiten zwischen Iastrochemikern und Iastrophysikern seiner Zeit in den medizinischen Wissenschaften vorherrschte.
Um seine Sicht auf die medizinischen Wissenschaften zu erweitern, frequentierte er 1706 die Universität Leipzig. In Physik hörte er Johann Cyprian (1642–1723), Mathematik bei Christoph Pfautz (1645–1711) und in den medizinischen Wissenschaften dürften Johannes Bohn (1640–1718), sowie Augustus Quirinus Rivinus (1652–1723) seine Lehrer gewesen sein. Am 12. Dezember 1708 schrieb Löscher sich außerdem in die Matrikel der Universität Rostock ein. Zurückgekehrt nach Wittenberg, absolvierte er im Dezember 1709 das Lizentiat der Medizin und promovierte zum Doktor der Medizin. Löscher strebte einen medizinischen Lehrstuhl in Wittenberg an. Trotz intensiver Bemühungen wurde ihm dieser verwehrt. Nach einer Studienreise durch Holland bewarb er sich um den philosophischen Lehrstuhl der Physik.

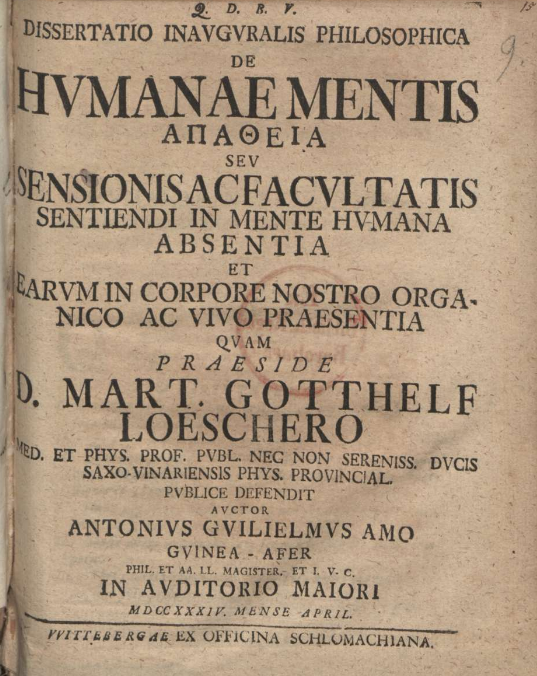
Dissertation von Anton Wilhelm Amo (1734)

Nachdem er am 21. Dezember 1713 als Adjunkt in die philosophische Fakultät aufgenommen war, wurde er noch im selben Jahr ordentlicher Professor der Physik und erwarb am 30. April 1714 den akademischen Grad eines Magisters der philosophischen Wissenschaften. Auch wenn die physikalische Lektur für ihn nur als Übergangsstation erschien, beförderte er sie aufgrund seiner Kenntnisse nachhaltig. Dazu nutzte er unter anderem die von Johann Baptist Röschel hinterlassene Instrumentensammlung. Er legte Wert darauf, dass seine Zuhörer die damals moderne Physik verstanden, brachte diesen die naturwissenschaftlichen Lehren jener Zeit nahe, erklärte die aktuellen fachspezifischen Kontroversen und wertete die neuesten Erfindungen aus. Sein Naturalienkabinett, das er als Museum anlegte, leistete unterstützende Arbeit. Zu seinen bekanntesten Schüler zählte Anton Wilhelm Amo.
Mit Löscher hielt eine neue Qualität der damals modernen Physik an der Wittenberger Hochschule Einzug. Im Laufe der Entwicklung der physikalischen Wissenschaften brachten weitere Personen ihr Potential ein. Löscher, der immer eine medizinische Professur an der Wittenberger Hochschule angestrebt hatte, wurde unter anderem auch im Sommersemester 1720 zum Rektor der Alma Mater gewählt, fand am 15. Dezember 1723 als Assessor Zugang in die medizinische Fakultät, erhielt damit verbunden eine außerordentliche medizinische Professur und wurde Provinzialmediziner in Sachsen-Weimar. Sein Tod bereitete jedoch einer besonderen Weiterentwicklung dieses Fachgebiets ein Ende.

## Familie
Aus seiner Ehe mit Regina Charlotte (* 5. Februar 1690 in Wittenberg; † 31. Dezember 1728/(1. Januar 1729) ebenda), der Witwe des Michael Reißmann, der Tochter des Johann Ludolph Quenstedt, sind zwei Töchter bekannt.
1. Christina Salome (* 1. Oktober 1722 in Wittenberg)
2. Chleophe Charitas (* 12. März 1726 in Wittenberg)

Siehe auch Kirchenbücher Wittenberg.

## Werke
- Physika experimentalis compendiosa in usum iuuentutis Academicae adornata et nouissimis experimentis et rationibus illustrata. Wittenberg 1717
- Diss. De nouo succi neruei moru. 1710
- Diss. De anima bominis materiali insensibili. 1712
- Diss. Observationes chirurgicae medico practicae. 1723
- Diss. De sympatheticis morbum curationibus, medico rationali indignis et illicitis. 1723
- Diss. Specimen Anthropologiae experimentale. 1722
- Diss. Observationes de homine selectas. 1722
- Diss. De intellectu impuro. 1722
- Diss. De sensationibus brutorum imperfectis. 1726
- Diss. De Halone solis apparente d. VIII. Junii a MDCCXXXIII. 1725
- Diss. De Medicorum meritis in Aug. Conf. 1730 Diss. De Antlia pneumatica. 1714
- Diss. De nouo Phosphoro aerbereo. 1716
- Diss. Observationes physicae selectiores. 1717
- Diss. De anima, creatis rebus aliis falso et uere adscripta, homini eminenter competente. 1719
- Diss. De sententiis vet. Philosophorum de mundo. 1719
- De sententiis vet. Philosophorum de mundo. 1719
- Diss. De cometiis vet. Philosophorum de mundo. 1719
- Diss. De Cometis ueterum pariter ac recentior. erudtorum. 1719
- Diss. De corporis humani palingenesia. 1722
- Diss. De Cogitationes de anima hum. sobriae. 1724